# Centro de Comunicación de las Ciencias
El Centro de comunicación de las ciencias (CCCs) está dedicado a la  divulgación y comunicación científica dependiente de la vicerrectoría de investigación y postgrado de la Universidad Autónoma de Chile que comenzó a funcionar en el año 2018.
Tiene como objetivo principal acercar el trabajo científico a la ciudadanía, para contribuir a la comprensión del significado de las investigaciones y su impacto en la sociedad, generar comunidades en torno al conocimiento y crear espacios para la interacción entre investigadores e investigadoras y formuladores de políticas públicas. Está conformado por un equipo multidisciplinario de profesionales que apuestan por comunicar ciencia de manera integral, con un enfoque de género y más allá de las grandes ciudades. 
Asimismo, busca fomentar la apropiación y utilización del conocimiento derivado de la investigación a través de eventos públicos y diversos productos editoriales en formato escrito, gráfico o audiovisual, para contribuir a incrementar el interés y la valoración ciudadana de la ciencia. Por esto, los materiales elaborados por el centro, tales como manuales, videos y libros con contenido científico, son de distribución gratuita.

## Organización
El Centro de Comunicación de las Ciencias depende directamente de la Vicerrectoría de Investigación y Postgrado de la Universidad Autónoma de Chile. El equipo profesional está integrado por:  Dr. Iván Suazo, Vicerrector de Investigación y Postgrado Universidad Autónoma de Chile, Dr. Juan Carlos Beamín, coordinador científico, Dra. Vania Figueroa, coordinadora de vinculación de ciencias aplicadas, María Paz Ilabaca, periodista e Isidora Sesnic, directora editorial.

## Línea Editorial
El Centro de Comunicación de las Ciencias de la Universidad Autónoma de Chile elabora materiales de divulgación científica orientados a la difusión del quehacer investigativo que se desarrolla en las distintas facultades, institutos y centros que forman parte de la universidad. Esta iniciativa ha permitido, a la fecha, desarrollar diversos materiales en formato escrito, gráfico o audiovisual, sobre la base de conocimiento científico, con vocación masiva y de alta calidad, estructurados bajo tres líneas de trabajo: 
- Aprende Conciencia
  - Esta línea incluye materiales de contenido científico de apoyo a la comunidad escolar, con productos orientados a tres públicos específicos: profesores, apoderados y estudiantes. Los contenidos se circunscriben en las áreas de ciencias, lenguaje, historia, matemáticas, tecnología y arte.

- Actualiza Conciencia
  - Línea orientada a la actualización de los saberes profesionales. Creación de proyectos de difusión, editorial y actualización del contenido científico con enfoque en la comunidad especialista.

- Aplica Conciencia.
  - Línea que pone conocimiento científico a disposición de tomadores de decisión. Los materiales desarrollados bajo esta línea estimulan, facilitan y promueven la utilización de evidencia científica, en la toma de decisiones y el desarrollo de políticas públicas en ámbitos tan diversos como arquitectura, patrimonio, ciencias biomédicas, química, negocios, educación o salud.

## Recursos editoriales
Algunos de los libros publicados por el Centro de Comunicación de las Ciencias han recibido atención de distintos medios de comunicación y organizaciones especializadas, a continuación se destacan algunos ejemplos.
- Bacterias ¿Por qué me enferman?. Dirigido a un público escolar y profesores, explica qué son las bacterias, sus distintos tipos, por qué nos enferman y la importancia de las vacunas.[2]

- Astronomía ilustrada. Sol Tierra Luna Eclipses. Es un libro dedicado a explicar quienes son los protagonistas de los eclipses, cómo suceden estos fenómenos y explicar como han sido percibidos los eclipses en distintas cosmovisiones.[3][4]

- Eres consumidor ¡Defiende tus derechos! . Este libro da a conocer derechos básicos de los consumidores de acuerdo a la ley chilena actual y cómo ejercerlos.[5]

- Historia de un pasaje mundo, el estrecho de magallanes a 500 años de su descubrimiento. Libro que muestra el impacto que tuvo el estrecho de Magallanes en la historia de Chile y el mundo.[6]

- Luciano y su mochila de estrellas luminosas. Es un cuento que cuenta con una guía de mediación lectora y trata a través de una metáfora el tema de donación de órganos.[7]

Una lista completa de los recursos editoriales se puede encontrar en la página oficial de la editorial de la Universidad Autónoma de Chile.

## Actividades de divulgación científica
El Centro de Comunicación de las Ciencias ha generado espacios para la divulgación de las ciencias entre ellos destacan:
- Comunicar ciencia y humor tipo stand up comedy, en "Noches de humor y ciencia".[9]
- Jornadas de observación astronómica y ciclos de observaciones solares preparativos para el Eclipse solar del 2 de julio de 2019 y el Eclipse solar del 14 de diciembre de 2020

Entre las colaboraciones destacan:
- Eventos de divulgación científica en conjunto al programa EXPLORA de la Comisión Nacional de Investigación Científica y Tecnológica (CONICYT).
- Visita a la Antártica junto al Instituto Antártico Chileno en el programa ECA 55[10][11]